# 日本五角瓜参
日本五角瓜参（学名：Pentacta nipponensis）为瓜参科五角瓜参属的动物。分布于日本以及中国大陆的浙江到福建等地，主要栖息于潮间带石下或石缝内。该物种的模式产地在日本三崎。